# Nikos Aliagas
Nikos Aliagas (en griego: Νίκος Αλιάγας; París, 13 de mayo de 1969) es un periodista francés-griego que ha trabajado en radios y televisiones de ambos países: Francia y Grecia. Habla 5 idiomas.

## Biografía
Sus padres griegos son Andreas y Harula Aliagas. Uno de sus padres procedía del área de Stamna en Aetolia-Acarnania en Grecia. Vivió entre Francia y Grecia durante la infancia.
Fue estrella invitada en un programa griego Koita ti Ekanes a finales de 2003 y presentó clips de Star Academy. Ha publicado un libro titulado «Nací griego: la mitología o la escuela de la vida» (en griego: «Γεννήθηκα Έλληνας: Η Μυθολογία Ή Το Σχολείο Της Ζωής»). Fue el presentador de un programa en Alpha TV llamado «Gros Plan» donde conoció a estrellas internacionales como Celine Dion, Jean Paul Gaultier, Sylvester Stallone y Helena Paparizou. Es el presentador francés de The Voice: la plus belle voix. Habla cinco idiomas (a partir de 2003), incluido el inglés.